# 小川摩起
小川摩起（日语：おがわ まき；1983年6月29日—）是日本女演員，福岡縣出身，現時引退。

## 演出

### 電視劇
- 爆龍戰隊暴連者（2003年2月16日－2004年2月8日、朝日電視台）飾演 黎明之使徒 莉珠兒
- 特搜戰隊刑事連者VS暴連者 飾演 女服務生